# Panhard & Levassor Type X9
Der Panhard & Levassor Type X9 ist ein Pkw-Modell der 1910er Jahre. Hersteller war Panhard & Levassor in Frankreich.

## Beschreibung
Die Fahrzeuge haben einen ventillosen Schiebermotor nach einer Lizenz von Charles Yale Knight. Im Motorcode „K4F“ steht das „K“ für Knight und die „4“ für die Anzahl der Zylinder.
Der Vierzylinder-Reihenmotor hat 100 mm Bohrung, 140 mm Hub und 4398 cm³ Hubraum. Er wurde auch 20 CV genannt. Die Leistung des Frontmotors wird über ein Vierganggetriebe und eine Kardanwelle an die Hinterachse übertragen.
Die Produktion lief von 1911 bis 1914. Die Absatzzahlen waren sehr schwach. So konnte 1912 ein Fahrzeug verkauft werden und 1914 ein weiteres in den Export. Der zeitweise parallel angebotene Type X14 mit einer anderen Hinterachse und Bremsen von Bendix war wesentlich erfolgreicher.
Vorgänger beider Modelle war der Type X7.